# Urama (Venezuela)
Pour les articles homonymes, voir Urama.
Urama est la capitale de la paroisse civile d'Urama de la municipalité de Juan José Mora dans l'État de Carabobo au Venezuela.